# Comoere
Comoere († nach 959) war Bischof von Cornwall. Er wurde zwischen 937 und 955 zum Bischof geweiht und trat sein Amt in diesem Zeitraum an. Er starb nach 959.